# Wangunsari (Sindangkerta)
Wangunsari is een bestuurslaag in het regentschap West-Bandung van de provincie West-Java, Indonesië. Wangunsari telt 5532 inwoners (volkstelling 2010).